# Tabăra (film)
Tabăra este un film românesc de comedie, lansat pe 31 decembrie 2021, de către casa de producție Vidra Productions. Filmul a fost scris și regizat de către Vali Dobrogeanu. Pelicula îl are pe Selly în rol principal, fiind și ultimul proiect al trupei „5GANG”.
Filmul a fost vizionat de 65.000 de spectatori, în primul weekend de la lansare, ceea ce l-a pus pe primul loc în Box Office-ul din acel moment.

### Subiect:
Filmul Tabăra spune povestea unor copii care ajung într-o tabără de “deztehnologizare” în care sunt învățați să scape de dependența de tehnologie, de la telefoane până la social media și tablete. Filmul are un scop moralizator, însă este combinat cu mult umor și intrigi interesante. Tabăra este un film românesc independent și totodată ultimul proiect al trupei 5GANG.

### Distribuție:
- Andrei Șelaru ca Selly

- Diana Conducare ca Dia

- Mădălin Șerban ca Mădălin
- Andrei Gavril ca Gami
- Cristi Munteanu ca Cristi
- David Dobrincu ca Rafael
- Vlad Munteanu ca Vlad
- Smaranda Stirbu ca Smaranda
- Cezara Cristescu ca Cezara
- Bianca Stoian ca Bianca
- Hu Naad ca Nadia
- Ilinca Dascălu ca Ilinca
- Pintilie Ioana ca Ioana Sfinxul
- Andreea Bica ca Andreea
- Mădălina Bellariu Ion ca Mia
- Angel Popescu ca Adelin
- Costin Maxinese ca Costin Carafa ( Costi Max)
- Vali Dobrogeanu ca polițist

Andrei Gavril

### Box Office:
Filmul ,,Tabăra" a  fost numărul 1 în box office România, după primul weekend de la lansare, cu 65.000 de spectatori. Pelicula a surclasat a treia parte a filmului ”Spider-Man: No Way Home”, care a coborât pe locul doi după două săptămâni în care a fost în fruntea clasamentului, la momentul respectiv.

### Recepție:
In total,  filmul a avut 191.381 de spectatori și a generat încasări de 4.115.808,00 ron ( aproximativ 1 milion de dolari). Filmul rulează pe Netflix.